# Branda Castiglioni (vescovo)
Branda Castiglioni (Milano, 1415 – Roma, 15 luglio 1487) è stato un vescovo cattolico italiano.

## Biografia
Figlio di Giacomo e da Orsina Castiglioni, Branda nacque a Milano nel 1415 da una nobile e potente famiglia e fin da giovane età fu avviato alla carriera ecclesiastica, visto che la famiglia vantava numerosi vescovi, tra cui il cardinale omonimo, suo prozio. Si laureò in giurisprudenza e si distinse per la sua eloquenza; trasferito in Normandia, perché chiamato dallo zio Zanone Castiglioni, vescovo di  Bayeux, divenne nel 1439 deputato del capitolo locale. Fu poi arcidiacono di Coutances, la cui diocesi era retta da Giovanni Castiglione, un altro suo parente, e successivamente fu canonico di Vireville e poi della cattedrale di Liegi.
L'8 ottobre 1466 fu nominato vescovo di Como, anche se Galeazzo Maria Sforza, nuovo duca di Milano, sembra fosse contrario a tale nomina, avendo altri progetti su quella sede vescovile. Nel gennaio 1469 divenne membro del Consiglio segreto del duca. Una delle sue prime missioni fu in Francia, dove venne ricevuto da re Luigi XI per rassicurarlo sui rapporti tra il duca con Carlo il Temerario, duca di Borgogna.
Nel maggio 1487 si trovava a Roma e sembra che fosse stato nominato cardinale in pectore dal papa, ma morì improvvisamente il 15 luglio successivo senza che la nomina fosse annunciata e pubblicata. In ogni caso gli furono tributati onori funebri degni di un cardinale e fu sepolto nella  basilica di San Pietro, in una tomba ora scomparsa.
Alla sua munificenza si devono gli affreschi dell'oratorio del collegio Castiglioni, a Pavia, eseguiti nel 1475.

## Genealogia episcopale
La genealogia episcopale è:
- Cardinale Guillaume d'Estouteville, O.S.B.Clun.
- Vescovo Branda Castiglioni